# Westenwind (seizoen 5)
Het vijfde seizoen van Westenwind begon op 3 december 2001 op de Nederlandse zender RTL 4. Dit seizoen is alleen te zien geweest in België op Vitaya. Men zegt wel dat seizoen vijf seizoen zes is. Dit komt doordat seizoen vier een onderbreking halverwege het seizoen kende en het tweede deel als seizoen vijf werd gezien.
Westenwind draait ook dit seizoen om de twee concurrerende families Noordermeer en De Graaf. Geliefde personages als Sam de Graaf (Jennifer Hoffman) en Marco de Graaf (Wouter Nicolaas) verlieten de serie om zich met andere projecten te gaan bezighouden.

## Geschiedenis
In seizoen 5 werd de rol van Iris de Haas, die eerder door Kirsten Mulder werd gespeeld, overgenomen door actrice Anniek Pheifer. In de eerste afleveringen vertolkt Anniek de rol van Rosa Wellen, een jonge vrouw die ongeneeslijk ziek is. Door een gezichtstransplantatie neemt ze de rol van Iris op zich.
Doordat een paar oude personages de serie verlaten, komt er ruimte vrij voor nieuwe, zoals Sjoukje Janssen (Nynke Faber), Roland de Wit (Gerben van der Werf) en Ernst Römer (Dennis Dusseldorp).
In dit seizoen maken enkele oudgedienden een comeback in Westenwind. Acteur Robin Rienstra speelt voor enkele afleveringen weer de rol van Nancy Bosman. Ook actrice Ghislaine Pierie keert voor enkele afleveringen terug als Ellen Meinen.
Bekende namen als Chris Tates (Godfried), Filip Bolluyt (Ruud), Frans de Wit, Cynthia Abma (Jolien) en Nada van Nie (Tamara) spelen een gastrol in Westenwind.
Dit seizoen gebruikt men niet meer de intro Laat me vrij om te gaan van zangeres Linda Wagenmakers. De leader van Westenwind blijft hetzelfde, maar de eindmelodie wordt aangepast. De achtergrondmuziek van scènes wordt gemonteerd door Hans van Eijck.
In 2008 kwam het vijf seizoen van Westenwind uit op dvd (een dvd-box met vijf dvd's). De serie werd uitgegeven door The House of Knowledge.

## Rolverdeling
- Joep Sertons als Max Noordermeer
- Inge Ipenburg als Sophie Elzinga
- Marlies van Alcmaer als Emma Noordermeer-Sluyter
- Kirsten Mulder als Iris de Haas (aflevering 103-105)
- Anniek Pheifer als Iris de Haas (aflevering 110-127; gastrol aflevering 105-109)
- Jules Hamel als Bas Janssen
- Miryanna van Reeden als Charlotte Driessen-Noordermeer
- Fleur van der Kieft als Tessa de Graaf (aflevering 103-105, 120-127)
- Nynke Faber als Sjoukje Janssen (aflevering 106-127; gastrol aflevering 105)
- Vincent Lodder als Juup Janssen
- Henriëtte Tol als Conny Janssen-Dijkzicht (weduwe van Jacob de Graaf)
- Jennifer Hoffman als Sam de Graaf (aflevering 103-107)
- Gerben van der Werf als Roland de Wit (aflevering 109-127; gastrol aflevering 104, 106-108)
- Wouter Nicolaas als Marco de Graaf (aflevering 103-119)

## Afleveringen
| Nr. | Titel                           | Schrijver(s) | Regisseur                  | Originele uitzenddatum |
| --- | ------------------------------- | --- | -------------------------- | ---------------------- |
| 103 | De rat en de pyromaan           | Roeland Linssen | Marc Willard               | 3 december 2001        |
| 103 | De rat en de pyromaan           | Door de explosie op de werf raakt Iris levensgevaarlijk gewond.                                                                                         |                            |                        |
| 104 | Gezichtsverlies                 | Wijo Koek & Anya Koek | Marc Willard               | 10 december 2001       |
| 104 | Gezichtsverlies                 | Marco vindt dat hij niet genoeg veiligheidsmaatregelen heeft genomen om de brand in de loods te kunnen voorkomen.                                       |                            |                        |
| 105 | Met andere ogen                 | Michael Hendriks & Marvin Jacobs | Steven de Jong             | 17 december 2001       |
| 105 | Met andere ogen                 | Conny en Bas geven elkaar het jawoord. |                            |                        |
| 106 | Nachtmerrie of werkelijkheid    | Michael Hendriks & Marvin Jacobs | Steven de Jong             | 24 december 2001       |
| 106 | Nachtmerrie of werkelijkheid    | Charlotte is verbaasd als Godfried vertelt dat hij Wim goed kende.                                                                                      |                            |                        |
| 107 | Sammie                          | Jasper Beerthuis | Jan van den Nieuwenhuijzen | 6 januari 2002         |
| 107 | Sammie                          | Sam weet de woonplaats van Anton te achterhalen en gaat naar hem toe.                                                                                   |                            |                        |
| 108 | De smaak van macht              | Ingrid van Berkum | Jan van den Nieuwenhuijzen | 13 januari 2002        |
| 108 | De smaak van macht              | Emma stuurt kleindochter Iris naar een beurs in Hamburg om de werf te promoten.                                                                         |                            |                        |
| 109 | De perfecte maagd               | Bernard van Sterkenburg | Pim van Hoeve              | 20 januari 2002        |
| 109 | De perfecte maagd               | Tijdens het vrijen met Sophie is Max in gedachten bij iemand anders.                                                                                    |                            |                        |
| 110 | Geheugen gewist                 | Lars Boom | Pim van Hoeve              | 27 januari 2002        |
| 110 | Geheugen gewist                 | Charlotte probeert Godfried uit te horen over wat hij met Niels heeft gedaan.                                                                           |                            |                        |
| 111 | Met de rug tegen de muur        | Roeland Linssen | Hans Scheepmaker           | 4 februari 2002        |
| 111 | Met de rug tegen de muur        | Iris ontdekt vreemde wonden in de nek van Charlotte. |                            |                        |
| 112 | Je veux l'amour                 | Wijo Koek & Anya Koek | Hans Scheepmaker           | 11 februari 2002       |
| 112 | Je veux l'amour                 | Iris neemt wraak wanneer ze Marco samen met Ellen in bed aantreft.                                                                                      |                            |                        |
| 113 | De ongenode gast                | Marc Linssen | Dennis Bots                | 18 februari 2002       |
| 113 | De ongenode gast                | Bas is geschokt als hij ontdekt dat Max en zijn dochter Sjoukje een verhouding hebben.                                                                  |                            |                        |
| 114 | Afscheid van het leven          | Maarten van der Duin | Dennis Bots                | 25 februari 2002       |
| 114 | Afscheid van het leven          | Marco neemt afscheid van zijn moeder, en vertrekt met Ellen om voor Cleanseas te gaan werken.                                                           |                            |                        |
| 115 | De smaak van wraak              | Michael Hendriks & Marvin Jacobs | Ron Termaat                | 4 maart 2002           |
| 115 | De smaak van wraak              | Op werf De Graaf ontstaan problemen rondom het koninklijk jacht.                                                                                        |                            |                        |
| 116 | Het wassende water              | Michael Hendriks & Marvin Jacobs | Ron Termaat                | 11 maart 2002          |
| 116 | Het wassende water              | De tewaterlating van het koninklijk jacht wordt door Conny uitgesteld.                                                                                  |                            |                        |
| 117 | Kus des doods                   | Jasper Beerthuis | Barbara Bredero            | 18 maart 2002          |
| 117 | Kus des doods                   | Iris ontdekt dat ze tijdens haar laatste vrijpartij met Marco zwanger is geraakt.                                                                       |                            |                        |
| 118 | Windkracht 13                   | Martin van Steijn | Barbara Bredero            | 25 maart 2002          |
| 118 | Windkracht 13                   | Marco komt om het leven wanneer hij Iris probeert te redden.                                                                                            |                            |                        |
| 119 | De gijzeling                    | Roeland Linssen | Vincent Schuurman          | 1 april 2002           |
| 119 | De gijzeling                    | Tessa sluit, zonder toestemming van Conny, een contract met werfkiller Kamphuis. Het wordt Conny allemaal te veel als ze afscheid moet nemen van Marco. |                            |                        |
| 120 | In de fuik                      | Wijo Koek & Anya Koek | Vincent Schuurman          | 8 april 2002           |
| 120 | In de fuik                      | Sophies relaties met Ilona Mulder richt zich tegen haar.                                                                                                |                            |                        |
| 121 | De breuk met de hemel           | Jean Ummels | Hans Scheepmaker           | 15 april 2002          |
| 121 | De breuk met de hemel           | Iris ontkent tegenover Conny en Emma dat Marco de vader van haar kinderen is                                                                            |                            |                        |
| 122 | Metamorfose                     | Maarten van der Duin | Hans Scheepmaker           | 29 april 2002          |
| 122 | Metamorfose                     | Het faillissement van Werf De Graaf lijkt in zicht. |                            |                        |
| 123 | Indecent Deceit                 | The Dude | Dennis Bots                | 6 mei 2002             |
| 123 | Indecent Deceit                 | Niels zorgt ervoor dat Sophie in bad wordt geëlektrocuteerd.                                                                                            |                            |                        |
| 124 | Tot de nek in het water         | Lars Boom | Dennis Bots                | 13 mei 2002            |
| 124 | Tot de nek in het water         | Sophie wordt in kritieke toestand opgenomen in het ziekenhuis. Emma maakt zich zorgen over de calamiteitenpolder.                                       |                            |                        |
| 125 | Slachtoffer en dader            | Michael Hendriks & Marvin Jacobs | Rein van Schagen           | 20 mei 2002            |
| 125 | Slachtoffer en dader            | Tessa staat oog in oog met een oude bekende. |                            |                        |
| 126 | Liefde en seks in de 21ste eeuw | Michael Hendriks & Marvin Jacobs | Rein van Schagen           | 27 mei 2002            |
| 126 | Liefde en seks in de 21ste eeuw | Beide werven proberen de order van Bakhuyzen binnen te halen. Het is voor allebei van levensbelang.                                                     |                            |                        |
| 127 | Met kloppend hart               | Maarten van der Duin | Adriënne Wurpel            | 3 juni 2002            |
| 127 | Met kloppend hart               | Charlotte chanteert Iris om het samen tegen Emma op te nemen.                                                                                           |                            |                        |

## Plot en samenvattingen

### De rat en de pyromaan
Gastrollen
- Rob Fruithof - Raymond de Haas
- Rense Westra - Louis Donnier
- Catalijn Willemsen - Erna de Nooijer
- Mark Kleuskens - Rechercheur Fermeent
- Wanda Sikora - Arts Rajiv
- Rinco van der Baan - Mick

### Gezichtsverlies
Gastrollen
- Chris Tates - Godfried van Haveren
- Gerben van der Werf - Roland de Wit
- Anniek Pheifer - Rosa Wellen
- Wim van den Driessche - Dokter Vandersteen
- Hanneke Willems - Verpleegster Pita

### Met andere ogen
Gastrollen
- Anniek Pheifer - Rosa Wellen
- Nynke Faber - Sjoukje Janssen
- Annelies Doom - Verpleegster Anja
- Wim van den Driessche - Dokter Vandersteen
- Chris Tates - Godfried van Haveren
- Aletta de Nes - Willeke de Boer
- Jan Bulk - Christoffer Deurloo
- Alfred Heppener - Vincent Langevoort (Hans)
- David Vos - Advocaat Hameeco
- Mylène Duijvestein - Verpleegster Jane
- Ruud Drupsteen - Ambtenaar van de Burgerlijke Stand

### Nachtmerrie of werkelijkheid
Gastrollen
- Rob Fruithof - Raymond de Haas
- Chris Tates - Godfried van Haveren
- Nynke Faber - Sjoukje Janssen
- Aletta de Nes - Willeke de Boer
- Jan Bulk - Christoffer Deurloo
- Mariska Petrovic - Karina
- Edwin van der Kooij - Agent Tol

### Sammie
Gastrollen
- Daan Schuurmans - Anton Noordermeer
- Pip Bek - Jennie Postma
- Christiaan Montanus - Croupier Loon
- Jan Smit - Simon K.
- Arlette Adriani - Shirley (staat niet op aftiteling)

### De smaak van macht
Gastrollen
- Chris Tates - Godfried van Haveren
- Daniël Koopmans - Dennis Ploegsma
- Joop van der Linden - Victor Vos
- Jan Bulk - Christoffer Deurloo
- Chris Mennen - Adriaan Hondsbergen
- Arthur Kristel - Bob

### De perfecte maagd
Gastrollen
- Chris Tates - Godfried van Haveren
- Catalijn Willemsen - Erna de Nooijer

### Geheugen Gewist
Gastrollen
- Chris Tates - Godfried van Haveren
- Rimme van de Coolwijk - Niels Valken
- Joop van der Linden - Victor Vos
- Jan Bulk - Christoffer Deurloo
- Jeroen Wijnhorst - Gijs

### Met de rug tegen de muur
Gastrollen
- Catalijn Willemsen - Erna de Nooijer
- Bert Verploegh Chassé - Sjoerd
- Mark Kleuskens - Rechercheur Fermeent

### Je veux l'amour
Gastrollen
- Ghislaine Pierie - Ellen Meinen
- Ton Feil - Mischa Halberstadt
- Wout Overbeeke - Advocaat Adriaan Spelt

### De ongenode gast
Gastrollen
- Chris Tates - Godfried van Haveren
- Ghislaine Pierie - Ellen Meinen
- Herman Hafkamp - Meneer Schimmelpennick
- Chris Mennen - Adriaan Hondsbergen
- Jan Bulk - Christoffer Deurloo
- Joop van der Linden - Victor Vos

### Afscheid van het Leven
Gastrollen
- Chris Tates - Godfried van Haveren
- Ghislaine Pierie - Ellen Meinen
- William Yang - Chin Wou
- Berco van Rheeden - Josja
- Joep van Egmond - Jan Richter
- Alfred Heppener - Vincent Langevoort

### De smaak van wraak
Gastrollen
- Chris Tates - Godfried van Haveren
- Marijke Frijlink - Carmen van Ostaijen
- William Yang - Chin Wou
- Rimme van de Coolwijk - Niels Valken
- Ruud van de Steeg - Piet Hoflander
- Frans de Wit - bewaarder Snoeck
- Jeffrey Salomonson - Schandknaap Stef
- Stephanie Scholte - Jasmijn van Haveren
- Joop van der Linden - Victor Vos (staat niet op aftiteling)
- Jan Bulk - Christoffer Deurloo (staat niet op aftiteling)

### Het wassende water
Gastrollen
- Dennis Dusseldorp - Ernst Römer
- Robin Rienstra - Nancy Bosman
- Frans de Wit - bewaarder Snoeck
- Arie Boomsma - Arbeider Kees
- Fred van den Berg - Cees Kramer
- Ruud van de Steeg - Piet Hoflander (staat niet op aftiteling)
- Alex Mous - Inspecteur Roskam

### Kus des Doods
Gastrollen
- Dennis Dusseldorp - Ernst Römer
- Robin Rienstra - Nancy Bosman
- Frans de Wit - bewaarder Snoeck
- Léonie Timmerman - Secretaresse Cleanseas
- Mathieu Verboom - bewaarder Fontijne
- Marina de Haan Weijerman - Dame RVD
- Rob van Kuil - Dokter Drijver

### Windkracht 13
Gastrollen
- Kirsten Mulder - Fleur Noordermeer
- Ghislaine Pierie - Ellen Meinen
- Dennis Dusseldorp - Ernst Römer
- Filip Bolluyt - Ruud Kamphuis
- Dorijn Curvers - Ilona Mulder
- Rimme van de Coolwijk - Niels Valken
- Anneke Stekelenburg - Astrid

### De gijzeling
Gastrollen
- Ghislaine Pierie - Ellen Meinen
- Filip Bolluyt - Ruud Kamphuis
- Ron Kaat - Privédetective van Gastel

### In de fuik
Gastrollen
- Filip Bolluyt - Ruud Kamphuis
- Dorijn Curvers - Ilona Mulder
- Rimme van de Coolwijk - Niels Valken
- Maiko Kemper - Adriaan van Apeldoorn

### De breuk met de hemel
Gastrollen
- Kirsten Mulder - Fleur Noordermeer
- Filip Bolluyt - Ruud Kamphuis
- Dorijn Curvers - Ilona Mulder

### Metamorfose
Gastrollen
- Filip Bolluyt - Ruud Kamphuis
- Rick Bolderman - Niels Valken
- Peter Fluitman - Axel de Rooijer
- Geert Kimpen - Pol Bastiaens
- Adriaan Adriaanse - Voorman Sjors
- Fred van den Berg - Cees Kramer (staat niet op aftiteling)

### Indecent Deceit
Gastrollen
- Ernst Löw - Mark Landers
- Tim Gunther - Dexter St. Jock
- Misty Brodiaea - Denise Williams
- Babara Lourens - Claudia Leigh Brook
- Dennis Hamersteen - Niels Valken (1)
- Rimme van de Coolwijk - Niels Valken (2)
- Rick Bolderman - Niels Valken (3)
- Adriaan Adriaanse - Voorman Sjors

### Tot de nek in het water
Gastrollen
- Filip Bolluyt - Ruud Kamphuis
- Adriaan Adriaanse - Voorman Sjors
- Sigrid Wouters - Evelyn
- Karlijn de Weerd - Verpleegster Els
- Frank Feijs - Reder de Smet
- Tatjana Brekker - Verslaggeefster
- Wim van IJzendoorn - Planoloog Bart

### Slachtoffer en Dader
Gastrollen
- Robin Rienstra - Nancy Bosman
- Cynthia Abma - Jolien Struik
- Theo Elzinga - Jan Bekker
- Eric Krediet - Scheepsmakelaar Lemmers
- Nada van Nie - Tamara
- Marjolijn van Oostrum - Elly
- Tatjana Brehler - Sandera
- Isra Pesulima - Isra

### Liefde en Seks in de 21ste eeuw
Gastrollen
- Dennis Dusseldorp - Ernst Römer
- Arthur Peffer - Arthur Römer
- Cornelis Schenk - Stephan Bakhuyzen

### Met kloppend hart
Gastrollen
- Dennis Dusseldorp - Ernst Römer
- Arthur Peffer - Arthur Römer
- Frank Jessie Sheppard - Dr. Kevin Walker
- Frans de Wit - bewaarder Snoeck
- Paulette Smit - OVJ de Geer
- Bata Miodrag Milojevic - Duro Kertes
- Gerd Jan van Dalen - Jean-Luc van Hove
- Kristel van Eijck - Astrid
- Geert Kimpen - Pol Bastiaens (staat niet op aftiteling)